# Aghione
Aghione (Aghjone in corso) è un comune francese di 233 abitanti situato nel dipartimento dell'Alta Corsica nella regione della Corsica.

## Società

### Evoluzione demografica
Abitanti censiti